# Região Geográfica Imediata de Conselheiro Lafaiete

A Região Geográfica Imediata de Conselheiro Lafaiete (MG).

A Região Geográfica Imediata de Conselheiro Lafaiete é uma das 70 regiões imediatas do Estado de Minas Gerais, uma das três regiões imediatas que compõem a Região Geográfica Intermediária de Barbacena e uma das 509 regiões imediatas do Brasil, criadas pelo IBGE em 2017.

## Municípios
É composta por 21 municípios.
- Belo Vale
- Capela Nova
- Caranaíba
- Carandaí
- Casa Grande
- Catas Altas da Noruega
- Congonhas
- Conselheiro Lafaiete
- Cristiano Otoni
- Desterro de Entre Rios
- Entre Rios de Minas
- Itaverava
- Jeceaba
- Lamim
- Ouro Branco
- Piranga
- Queluzito
- Rio Espera
- Santana dos Montes
- São Brás do Suaçuí
- Senhora de Oliveira

## Estatísticas
Tem uma população estimada pelo IBGE para 1.º de julho de 2017 de 347 490 habitantes, área total de 5 490,826 km² e densidade demográfica de 63,3 habitantes/km².